# Valnesfjord (przystanek kolejowy)
Valnesfjord – kolejowy przystanek osobowy w Valnesfjord, w regionie Nordland w Norwegii, jest oddalony od Trondheim o 685,61 km. Jest położony na wysokości 10,9 m n.p.m.

## Ruch dalekobieżny
Leży na linii Nordlandsbanen. Obsługuje północną i środkową część kraju. Stacja przyjmuje dziesięć par połączeń do Rognan z czego sześć par dziennie do Mosjøen i trzy do Trondheim.

## Obsługa pasażerów
Wiata, parking na 10 miejsc, parking dla rowerów, przystanek autobusowy. Odprawa podróżnych odbywa się w pociągu.